# Campeonato Uruguayo de Segunda División 2006
El Campeonato Uruguayo de Segunda División 2006 fue el torneo de segunda categoría, correspondiente a esa temporada del fútbol uruguayo.

## Sistema de disputa
Se hizo un torneo especial para adaptarse al sistema de "temporada europea" (la temporada deportiva considerada desde julio a junio del siguiente año). Para ello, se disputó este torneo con sistema de todos contra todos a una sola ronda, durante el primer semestre de 2006. Los cuatro mejores clasificados definieron en una ronda de play-offs. Sólo el campeón adquiría el derecho al ascenso para la temporada 2006-07 de Primera División.

## Posiciones
| Puesto | Equipo             | Pts | PJ | PG | PE | PP | GF | GC | Dif |
| ------ | ------------------ | --- | -- | -- | -- | -- | -- | -- | --- |
| 1°     | Progreso           | 21  | 10 | 6  | 3  | 1  | 15 | 7  | 15  |
| 2°     | Juventud           | 20  | 10 | 6  | 2  | 2  | 17 | 8  | 1   |
| 3°     | Paysandú           | 16  | 10 | 5  | 1  | 4  | 13 | 12 | 1   |
| 4°     | Basáñez            | 16  | 10 | 4  | 4  | 2  | 11 | 11 | 0   |
| 5°     | Fénix              | 15  | 10 | 4  | 3  | 3  | 18 | 13 | 5   |
| 6°     | Uruguay Montevideo | 15  | 10 | 4  | 3  | 3  | 14 | 14 | 0   |
| 7°     | Atenas             | 13  | 10 | 3  | 4  | 3  | 15 | 12 | 3   |
| 8°     | Cerro Largo        | 11  | 10 | 3  | 2  | 5  | 10 | 17 | -10 |
| 9°     | La Luz             | 10  | 10 | 3  | 1  | 6  | 8  | 12 | -8  |
| 10°    | Sud América        | 8   | 10 | 2  | 2  | 6  | 8  | 21 | -26 |
| 11°    | Racing             | 7   | 10 | 2  | 1  | 7  | 13 | 15 | -13 |

|  | Clasificados a la eliminatoria |

## Eliminatorias del Campeonato
|  | Semifinales                        | Semifinales              | Semifinales              |   |          | Final                   | Final                   | Final                   |  |
|  | 17 y 24 de junio de 2006           | 17 y 24 de junio de 2006 | 17 y 24 de junio de 2006 |   |          | 8 y 15 de julio de 2006 | 8 y 15 de julio de 2006 | 8 y 15 de julio de 2006 |  |
|  |                                    |                          |                          |   |          |                         |                         |                         |  |
|  |                                    |                          |                          |   |          |                         |                         |                         |  |
|  | Archivo:Logo Paysandú.png Paysandú | 1                        | 0                        |   |          |                         |                         |                         |  |
|  | Archivo:Logo Paysandú.png Paysandú | 1                        | 0                        |   |          |                         |                         |                         |  |
|  | Progreso                           | 2                        | 2                        |   |          |                         |                         |                         |  |
|  | Progreso                           | 2                        | 2                        |   | Juventud | 2                       | 0                       |                         |  |
|  |                                    |                          |                          |   | Juventud | 2                       | 0                       |                         |  |
|  |                                    |                          | Progreso                 | 2 | 1        |                         |                         |                         |  |
|  | Juventud (p.)                      | 2                        | Progreso                 | 2 | 1        | 0 (5)                   |                         |                         |  |
|  | Juventud (p.)                      | 2                        |                          |   |          | 0 (5)                   |                         |                         |  |
|  | Basáñez                            | 1                        | 1 (4)                    |   |          |                         |                         |                         |  |
|  | Basáñez                            | 1                        | 1 (4)                    |   |          |                         |                         |                         |  |
|  |                                    |                          |                          |   |          |                         |                         |                         |  |

## Posiciones finales
| Club     | Ascendido como |
| -------- | -------------- |
| Progreso | Campeón        |